# Динамо (футбольный клуб, Вологда)
«Дина́мо» — советский и российский футбольный клуб из Вологды. Основан 3 марта 1926 года. Выступает во Второй лиге («дивизион Б»).

## История
Команда «Динамо» основана 8 марта 1926 года. Первым успехом стала победа в краевом первенстве над «Динамо» (Архангельск) со счётом 6:0, притом вратарь вологжан С. Крушевский парировал два пенальти. Чуть позже пострадала от «Динамо» и сборная Череповца, проиграв на своём поле 3:5. В следующем, 1927 году, в матчах весеннего первенства города был добыт и первый титул.
Выход на республиканскую арену последовал в 1940 году, когда команда участвовала в зональном турнире первенства ЦС «Динамо», но крайне неудачно.
В 1949—1951 годах «Динамо» принимает участие в первенстве РСФСР среди коллективов физкультуры. Лучший результат — 3-е место в зоне «Север» в 1950 году (тренер — Н. Н. Поставнин).
В национальном первенстве страны вологодские динамовцы дебютировали в 1966 году.
Среди воспитанников команды выделяются: Александр Мосин (вратарь минского «Динамо»), Сергей Кисельников (победитель молодежного ЧМ-1977), Сергей Моисеев (выступал в еврокубках за московское «Динамо»), Андрей Мурыгин, Александр Фёдоров (оба выступали в высшей лиге в составе сочинской «Жемчужины»).
Свои первые в игровой карьере сезоны в составе команд мастеров в вологодском «Динамо» провёл олимпийский чемпион 1988 года, лучший бомбардир чемпионата СССР, игрок московских «Динамо» и «Локомотива» и клубов бундеслиги, игрок национальной сборной СССР и России Александр Бородюк.
Тренировали динамовскую команду такие авторитетные специалисты как Ю. А. Севидов, В. П. Кесарев, В. Г. Иванов, Л. В. Шевченко, В. М. Юлыгин.
В 2015 году вологодское «Динамо» отказалось, как и ФК «Вологда», от участия в чемпионате МФФ «Золотое кольцо».
В 2021 году, в год 110-летия вологодского футбола и 95-летия вологодского «Динамо», вологодское «Динамо» заявилось в III дивизион (первенство зоны «Золотое кольцо») и кубок МФС «Золотое кольцо» под историческим названием. Команда создана на базе ФК «СДЮСШОР-Вологда», игравшего в первенстве «Золотого кольца» в 2016—2020 годах (в 2020 году занял 1-е место). В сезоне 2021 года команда выиграла первенство и кубок МФС «Золотое кольцо» и заняла 6-е место в финальном турнире всероссийского соревнования кубка среди любительских команд.
9 июня 2022 года стало известно, что команда получила лицензию РФС на выступление во Второй лиге в сезоне 2022/23.

## История выступлений

### Первые матчи
- Первый матч в чемпионатах СССР. 1966 год. «Химик» (Клин) — «Динамо» (Вологда) — 0:1.
- Первый матч в чемпионатах России. 25 апреля 1991 года. «Волга-Трион» (Тверь) — «Динамо» (Вологда) — 2:1.
- Первый матч в Кубках СССР. 24 апреля 1966 года. 1/248 финала. «Ковровец» (Ковров) — «Динамо» (Вологда) — 1:0.
- Первый матч в Кубках России. 13 июня 1992 года. 1/64 финала. «Динамо-д» (Москва) — «Динамо» (Вологда) — 0:2.

### Первенство и Кубок СССР
| Первенство | Первенство                   | Первенство | Кубок                                                                       |
| Сезон      | Лига                         | Место      | Кубок                                                                       |
| ---------- | ---------------------------- | ---------- | --------------------------------------------------------------------------- |
| 1966       | Класс Б, РСФСР, 2-я зона     | 14 из 18   | 1/16 финала зоны 2                                                          |
| 1967       | Класс Б, РСФСР, 2-я зона     | 11 из 19   | 1/4 финала зоны 2                                                           |
| 1968       | Класс Б, РСФСР, 2-я зона     | 10 из 20   | 1/4 финала зоны 2 — аннулир.                                                |
| 1969       | Класс Б, РСФСР, 2-я зона     | 7 из 18    |                                                                             |
| 1970       | Класс Б, РСФСР, 1-я зона     | 13 из 17   |                                                                             |
| 1971       | Вторая лига, 4-я зона        | 18 из 20   |                                                                             |
| 1972       | Вторая лига, 4-я зона        | 18 из 19   |                                                                             |
| 1973       | Вторая лига, 4-я зона        | 4 из 18    | В 1973—1977, 1980—1988 годах — участие в Кубке РСФСР для команд второй лиги |
| 1974       | Вторая лига, 3-я зона        | 4 из 20    | В 1973—1977, 1980—1988 годах — участие в Кубке РСФСР для команд второй лиги |
| 1975       | Вторая лига, 2-я зона        | 9 из 18    | В 1973—1977, 1980—1988 годах — участие в Кубке РСФСР для команд второй лиги |
| 1976       | Вторая лига, 3-я зона        | 13 из 21   | В 1973—1977, 1980—1988 годах — участие в Кубке РСФСР для команд второй лиги |
| 1977       | Вторая лига, 1-я зона        | 13 из 21   | В 1973—1977, 1980—1988 годах — участие в Кубке РСФСР для команд второй лиги |
| 1978       | Вторая лига, 1-я зона        | 9 из 24    | В 1973—1977, 1980—1988 годах — участие в Кубке РСФСР для команд второй лиги |
| 1979       | Вторая лига, 1-я зона        | 4 из 24    | В 1973—1977, 1980—1988 годах — участие в Кубке РСФСР для команд второй лиги |
| 1980       | Вторая лига, 1-я зона        | 16 из 19   | В 1973—1977, 1980—1988 годах — участие в Кубке РСФСР для команд второй лиги |
| 1981       | Вторая лига, 1-я зона        | 7 из 17    | В 1973—1977, 1980—1988 годах — участие в Кубке РСФСР для команд второй лиги |
| 1982       | Вторая лига, 1-я зона        | 9 из 17    | В 1973—1977, 1980—1988 годах — участие в Кубке РСФСР для команд второй лиги |
| 1983       | Вторая лига, 1-я зона        | 4 из 16    | В 1973—1977, 1980—1988 годах — участие в Кубке РСФСР для команд второй лиги |
| 1984       | Вторая лига, 1-я зона        | 10 из 17   | В 1973—1977, 1980—1988 годах — участие в Кубке РСФСР для команд второй лиги |
| 1985       | Вторая лига, 1-я зона        | 9 из 17    | В 1973—1977, 1980—1988 годах — участие в Кубке РСФСР для команд второй лиги |
| 1986       | Вторая лига, 1-я зона        | 8 из 17    | В 1973—1977, 1980—1988 годах — участие в Кубке РСФСР для команд второй лиги |
| 1987       | Вторая лига, 1-я зона        | 8 из 17    | В 1973—1977, 1980—1988 годах — участие в Кубке РСФСР для команд второй лиги |
| 1988       | Вторая лига, 1-я зона        | из 20      | В 1973—1977, 1980—1988 годах — участие в Кубке РСФСР для команд второй лиги |
| 1989       | Вторая лига, 1-я зона        | 11 из 22   | 1/16                                                                        |
| 1990       | Вторая низшая лига, 6-я зона | 14 из 17   |                                                                             |
| 1991       | Вторая низшая лига, 6-я зона | 4 из 22    |                                                                             |

### Первенство и Кубок России
| Первенство | Первенство                             | Первенство | Первенство                          | Кубок     |
| Сезон      | Турнир                                 | Место      | Примечание                          | Кубок     |
| ---------- | -------------------------------------- | ---------- | ----------------------------------- | --------- |
| 1992       | Первая лига, зона «Запад»              | 6 из 18    |                                     | 1/32      |
| 1993       | Первая лига, зона «Запад»              | 19 из 22   | Вылет во Вторую лигу                | 1/128     |
| 1994       | Вторая лига, зона «Запад»              | 15 из 21   |                                     | 1/256     |
| 1995       | Вторая лига, зона «Запад»              | 16 из 22   |                                     | 1/32      |
| 1996       | Вторая лига, зона «Запад»              | 17 из 20   |                                     | 1/256     |
| 1997       | Вторая лига, зона «Запад»              | 12 из 20   |                                     | 1/32      |
| 1998       | Второй дивизион, зона «Запад»          | 9 из 21    |                                     | 1/128     |
| 1999       | Второй дивизион, зона «Запад»          | 10 из 20   |                                     | 1/128     |
| 2000       | Второй дивизион, зона «Запад»          | из 19      |                                     | 1/128     |
| 2001       | Второй дивизион, зона «Запад»          | 5 из 20    |                                     | 1/32      |
| 2002       | Второй дивизион, зона «Запад»          | 14 из 20   |                                     | 1/64      |
| 2003       | Второй дивизион, зона «Запад»          | из 19      |                                     | 1/256     |
| 2004       | Второй дивизион, зона «Запад»          | 8 из 18    |                                     | 1/128     |
| 2005       | Второй дивизион, зона «Запад»          | из 17      |                                     | 1/256     |
| 2006       | Второй дивизион, зона «Запад»          | 10 из 18   |                                     | 1/64      |
| 2007       | Второй дивизион, зона «Запад»          | 13 из 16   |                                     | 1/128     |
| 2008       | Второй дивизион, зона «Запад»          | 16 из 19   |                                     | 1/256     |
| 2009       | Второй дивизион, зона «Запад»          | 8 из 19    |                                     | 1/256     |
| 2010       | Второй дивизион, зона «Запад»          | 4 из 17    |                                     | 1/256     |
| 2011/12    | Второй дивизион, зона «Запад»          | 10 из 16   | Переход на любительский уровень     | 1/128     |
| 2012       | Первенство среди ЛФК, «Золотое кольцо» | 5 из 15    |                                     |           |
| 2013       | Первенство среди ЛФК, «Золотое кольцо» | 9 из 11    |                                     |           |
| 2014       | Первенство среди ЛФК, «Золотое кольцо» | 11 из 11   |                                     |           |
| 2021       | Первенство среди ЛФК, «Золотое кольцо» | из 12      | Переход на профессиональный уровень |           |
| 2022/23    | Вторая лига, группа 2                  | 8 из 22    |                                     | 2-й раунд |
| 2023       | Вторая лига (дивизион «Б»), группа 2   | 10 из 18   |                                     | 3-й раунд |
| 2024       | Вторая лига (дивизион «Б»), группа 2   | 7 из 16    |                                     | 2-й раунд |

1. 1 2 3  Путь регионов.

В 2000, 2005 и 2006 годах в первенстве России среди КФК/ЛФЛ в зоне «Золотое кольцо» (а также в кубке России среди ЛФК («Золотое кольцо») в 2000, 2006 и 2007 годах) играла команда «Динамо-2» (Вологда), созданная на базе вологодского «Машиностроителя», игравшего в Первенстве КФК в 1990-х годах. В 2022 и 2023 годах в Третьем дивизионе (ЛФК) участвует команда «Динамо»-М (Вологда).

## Достижения
- Высшее достижение в чемпионатах СССР — 2-е место в 1-й зоне 2-й лиги, 1988 г.
- Высшее достижение в чемпионатах России — 6-е место в Зап. зоне 1-й лиги, 1992 г.
- 2-е место в зональном турнире 2-го дивизиона (2000, 2003, 2005 гг.)
- Самая крупная победа — 7:0 над СК ЭШВСМ (Москва), 1988 г.
- Самое крупное поражение — 0:7 от «Гекрис» (Новороссийск), 1993 г.

## Состав
| 16 | Флаг России | Вр  | Александр Кравченко              | 2008 |  |  |  |  |  |
| 51 | Флаг России | Вр  | Глеб Гусев                       | 2004 |  |  |  |  |  |
| 77 | Флаг России | Вр  | Вячеслав Беззубов                | 2003 |  |  |  |  |  |
|    |             |     |                                  |      |  |  |  |  |  |
| 2  | Флаг России | Защ | Михаил Петролай (вице-капитан)   | 1994 |  |  |  |  |  |
| 12 | Флаг России | Защ | Дмитрий Долгов                   | 1998 |  |  |  |  |  |
| 18 | Флаг России | Защ | Даниил Криворучко (вице-капитан) | 1998 |  |  |  |  |  |
| 19 | Флаг России | Защ | Данил Сподарец                   | 1999 |  |  |  |  |  |
| 21 | Флаг России | Защ | Михаил Рухмаков                  | 2004 |  |  |  |  |  |
| 29 | Флаг России | Защ | Матвей Левин                     | 2007 |  |  |  |  |  |
| 31 | Флаг России | Защ | Олег Любченко                    | 2005 |  |  |  |  |  |
| 71 | Флаг России | Защ | Никита Криворучко                | 2005 |  |  |  |  |  |
| 74 | Флаг России | Защ | Арсений Ягодкин                  | 2000 |  |  |  |  |  |
| 91 | Флаг России | Защ | Степан Комарen                   | 2003 |  |  |  |  |  |
|    |             |     |                                  |      |  |  |  |  |  |
| 6  | Флаг России | ПЗ  | Сергей Олийнык                   | 2003 |  |  |  |  |  |

| 10 | Флаг России | ПЗ  | Владимир Парняков (капитан) | 1984 |  |  |  |  |  |
| 13 | Флаг России | ПЗ  | Михаил Лямзинen             | 2002 |  |  |  |  |  |
| 17 | Флаг России | ПЗ  | Владислав Пронин            | 2005 |  |  |  |  |  |
| 20 | Флаг России | ПЗ  | Максим Мешалкин             | 1993 |  |  |  |  |  |
| 22 | Флаг России | ПЗ  | Никита Киреев               | 1998 |  |  |  |  |  |
| 23 | Флаг России | ПЗ  | Алан Гиоев                  | 2002 |  |  |  |  |  |
| 36 | Флаг России | ПЗ  | Артём Шаболин               | 2000 |  |  |  |  |  |
| 70 | Флаг России | ПЗ  | Ислам-Бек Губжоковen        | 2002 |  |  |  |  |  |
|    |             |     |                             |      |  |  |  |  |  |
| 7  | Флаг России | Нап | Егор Елисеенко              | 2003 |  |  |  |  |  |
| 9  | Флаг России | Нап | Кирилл Корепов              | 1993 |  |  |  |  |  |
| 11 | Флаг России | Нап | Самат Сарсенов              | 1996 |  |  |  |  |  |
| 27 | Флаг России | Нап | Антон Бетюжновen            | 1997 |  |  |  |  |  |
| 30 | Флаг России | Нап | Василий Чекавинский         | 2007 |  |  |  |  |  |

## Трансферы 2025

### Зима 2025
| Поз. | Игрок                | Прежний клуб       |
| ---- | -------------------- | ------------------ |
| Защ  | Данил Сподарец***    | Луки-Энергия       |
| Защ  | Михаил Рухмаков      | Строгино           |
| Защ  | Арсений Ягодкин***   | Родина             |
| Защ  | Олег Любченко*       | Шинник             |
| Защ  | Степан Комарen***    | Металлург (Липецк) |
| Защ  | Владимир Ярлыковen*  | Краснодар          |
| Защ  | Матвей Левин         | Воспитанник клуба  |
| ПЗ   | Алан Гиоев***        | Велес              |
| ПЗ   | Артём Шаболин***     | Сатурн             |
| ПЗ   | Ислам-Бек Губжоковen | Краснодар          |

| Поз. | Игрок                    | Новый клуб          |
| ---- | ------------------------ | ------------------- |
| Вр   | Магомед-Дени Цуцулаев*** | Луки-Энергия        |
| Вр   | Александр Лобанов        | Завершил карьеру    |
| Защ  | Дмитрий Дмитрук***       | Коломна             |
| Защ  | Лев Тимошкин***          | Завершил карьеру    |
| Защ  | Вадим Лазаревen***       | Рязань              |
| Защ  | Александр Масалов***     | Динамо (СПб)        |
| Защ  | Руслан Баширов***        | Кировец-Восхождение |
| ПЗ   | Игорь Родионов***        | Фанком              |
| ПЗ   | Дмитрий Югалдинen***     | Калуга              |
| ПЗ   | Семён Финашин            | Завершил карьеру    |
| ПЗ   | Павел Богатов            | Динамо-М (Вологда)  |
| ПЗ   | Степан Кириловский       |                     |
| Нап  | Егор Лошков***           | Череповец           |
| Нап  | Владислав Беляев***      | Химик (Коряжма)     |

### Лето 2025
| Поз. | Игрок                | Прежний клуб |
| ---- | -------------------- | ------------ |
| Защ  | Никита Криворучко*** | Акрон        |

| Поз. | Игрок                | Новый клуб |
| ---- | -------------------- | ---------- |
| Защ  | Владимир Ярлыковen** | Краснодар  |

* В аренду. 

** Из аренды. 

*** Свободный агент.

## Персонал
| Должность                             | Имя                | Страна                   | Дата рождения             |                 |                 |
| Тренерский штаб                       | Тренерский штаб    | Тренерский штаб          | Тренерский штаб           | Тренерский штаб | Тренерский штаб |
| ------------------------------------- | ------------------ | ------------------------ | ------------------------- | --------------- | --------------- |
| Главный тренер                        | Рудольф Чесалов    | Флаг России              | 24 апреля 1989 (36 лет)   |                 |                 |
| Тренер                                | Артём Бобров       | Флаг России              | 25 апреля 1995 (30 лет)   |                 |                 |
| Тренер                                | Владимир Парняков  | Флаг России              | 30 января 1984 (41 год)   |                 |                 |
| Тренер вратарей                       | Александр Лобанов  | Флаг России              | 29 октября 1992 (32 года) |                 |                 |
| Начальник команды                     | Сергей Родионов    | Флаг России              | 14 октября 1982 (42 года) |                 |                 |
| Администратор                         | Даниил Кокарев     | Флаг России              | 21 ноября 2001 (23 года)  |                 |                 |
| Администратор                         | Михаил Павловский  | Флаг России              | 19 марта 2006 (19 лет)    |                 |                 |
| Массажист                             | Николай Ким        | Флаг России              | 23 февраля 1992 (33 года) |                 |                 |
| Врач                                  | Падма Шри          | Флаг России · Флаг Индии | 27 декабря 1988 (36 лет)  |                 |                 |
| Руководство клуба                     |                    |                          |                           |                 |                 |
| Президент                             | Ольга Зыкова       | Флаг России              | 13 марта 1976 (49 лет)    |                 |                 |
| Вице-президент                        | Андрей Крылов      | Флаг России              | 2 сентября 1986 (38 лет)  |                 |                 |
| Спортивный директор                   | Николай Вдовиченко | Флаг России              | 21 апреля 1989 (36 лет)   |                 |                 |
| Пресс-атташе                          | Кирилл Жбанников   | Флаг России              | 22 июля 1996 (29 лет)     |                 |                 |
| Сотрудник по работе с болельщиками    | Юрий Лень          | Флаг России              | 8 февраля 1997 (28 лет)   |                 |                 |
| Сотрудник по маркетингу               | Андрей Лунгу       | Флаг России              | 6 июня 1989 (36 лет)      |                 |                 |
| Сотрудник по обеспечению безопасности | Алексей Митин      | Флаг России              | 10 марта 1975 (50 лет)    |                 |                 |

## Главные тренеры
- Поставнин, Николай Васильевич (1950—1951)
- Левин, Марк Семёнович (1966, по июнь)
- Сморгонский, Захар Исакович (июль 1966—1968)
- Сенюков, Николай Николаевич (1969)
- Папурин, Юрий Павлович (1970)
- Абрамов, Борис Михайлович (1971—1972)
- Киреев, Владимир Дмитриевич (1973—1976)
- Прибыловский, Леонид Павлович (1977)
- Севидов, Юрий Александрович (1978 — май 1979)
- Гришин, Александр Дмитриевич (1980)
- Кесарев, Владимир Петрович (1981—1984)
- Иванов, Вадим Геннадьевич (1985—1987)
- Шевченко, Леонид Владимирович (1988—1989)
- Ягубянц, Леон Андраникович (1990—1993)
- Иванов, Вадим Геннадьевич (январь — март 1994)
- Павленко, Владимир Иванович (1994—1995)
- Самыгин, Александр Александрович (1996)
- Ягубянц, Леон Андраникович (1997—1999)
- Юлыгин, Владимир Михайлович (2000 — июль 2002)
- Ягубянц, Леон Андраникович (2002, с июля, и. о.)
- Шевченко, Леонид Владимирович (2003—2006)
- Ягубянц, Леон Андраникович (2007, и. о.)
- Галкин, Сергей Алексеевич (2008—2014)
- Чесалов, Рудольф Дмитриевич (2021—2022)
- Кертоакэ, Анатолий Васильевичen (2022—2023)
- Свечкарь, Сергей Алексеевич (2023)
- Чесалов, Рудольф Дмитриевич (2024—н. в.)